# Chen Hong (pintor)
Chen Hong (en chino tradicional, 陳閎; en chino simplificado, 陈闳; pinyin, Chén Hóng; Wade-Giles, Ch'en Hung) fue un pintor de la corte imperial china durante la Dinastía Tang. Se desconocen sus fechas de nacimiento y muerte.